# Giovanni II di Borbone
Giovanni II di Borbone detto "la frusta degli inglesi" (1426 – Moulins, 1º aprile 1488) fu  duca di Borbone e il quarto duca d'Alvernia, fu Conte di Clermont e conte di Forez, dal 1456 alla sua morte.

## Origine
Sia Pierre de Guibours in Histoire généalogique et chronologique de la maison royale de France, sia secondo Simon de Coiffier de Moret, primo volume della Histoire du Bourbonnais et des Bourbons qui l'ont possedé, Giovanni era il figlio maschio primogenito del quinto duca di Borbone, il quarto duca d'Alvernia, Conte di Clermont e conte di Forez, Carlo I e della moglie, Agnese di Borgogna, che, ancora secondo Père Anselme, era figlia del conte di Nevers, Duca di Borgogna, conte di Borgogna (Franca Contea), Artois e Fiandre, Giovanni senza Paura e della moglie, Margherita, figlia del duca di Baviera-Straubing Alberto I, conte di Hainaut e di Olanda e di Margherita di Brieg.
Carlo I di Borbone, sia secondo Père Anselme, che secondo Simon de Coiffier de Moret, era il figlio primogenito del quarto Duca di Borbone, Conte di Clermont e conte di Forez, Giovanni I e della moglie, la duchessa d'Alvernia e contessa di Montpensier, Maria di Berry, che, sempre secondo Père Anselme era la figlia quartogenita del duca di Berry e d'Alvernia e conte di Poitiers e Montpensier, Giovanni di Francia e della prima moglie Giovanna d'Armagnac.

## Biografia
Nel 1444 partecipò all'assedio di Metz, poi alla campagna di Normandia dove si rivelò un gran condottiero. Nel 1450, con Jean de Dunois, aveva riconquistato tutta la Normandia, partecipando alla Battaglia di Formignye dove fu fatto cavaliere; poi tolse Caen e Cherburg agli Inglesi. Negli anni seguenti, sempre con Dunois, conquistò la Guyenne, finendo l'impresa nel 1453 con la presa di Bordeaux, che pose fine alla guerra dei cent'anni; per le sue vittorie e per lo zelo che metteva nei combattimenti era stato soprannominatola frustadegli inglesi (flèau des Anglais).
Come ricompensa, Giovanni fu nominato governatore della Guyenne e combatté il conte d'Armagnac Giovanni V, ribelle contro il re Carlo VII, di cui era genero e col quale aveva un buon rapporto.
Suo padre, Carlo I, morì il 4 dicembre 1456 e fu tumulato nella chiesa del Priorato di Souvigny.
Alla sua morte, Giovanni gli succedette come Giovanni II.
 Giovanni, come suo padre, fu anche Gran Cameriere di Francia, dal 1458.
Dopo la morte del re di Francia, Carlo VII, il 22 luglio 1461, assistette all'incoronazione del suo successore e figlio Luigi XI, che era suo cognato, ma col quale non riuscì ad avere un buon rapporto; re Luigi gli sottrasse il governo della Guyenne; Giovanni allora si unì alla Lega del bene pubblico e il re di Francia invase i suoi feudi, ritenendolo capo della rivolta.
Dopo la pace, Luigi XI tentò di rimediare ai suoi errori e si riconciliò con Giovanni, incaricandolo di prendere la Normandia a Carlo di Francia, duca di Berry, fratello minore del re. Come ricompensa per il successo, a Giovanni fu affidato il governo della Linguadoca. Luigi XI lo nominò anche cavaliere dell'Ordine di San Michele, il primo di agosto 1469.
Il 13 maggio 1475, Giovanni fu nominato luogotenente di un'ampia zona della Francia centrale comprendente il limosino, il Berryborbonese, l'Alvernia, la Marche ed altri feudi.
Dopodiché Giovanni lasciò la corte di Francia e si ritirò nei suoi feudi.
Morto Luigi XI, il nuovo re di Francia, Carlo VIII lo nominò connestabile di Francia, nel 1483.
Giovanni morì pochi anni più tardi, il primo aprile 1488, a Moulins, e fu tumulato nella chiesa del Priorato di Souvigny.
Non avendo discendenza legittima a Giovanni succedette il fratello, Carlo, arcivescovo di Lione.

## Matrimoni e discendenza
Nel 1447 Giovanni aveva sposato a Moulins Giovanna di Francia (1435 † 1482), figlia del re di Francia, Carlo VII e di Maria d'Angiò; il contratto di matrimonio era stato siglato l'11 marzo 1447.
Giovanni da Giovanna non ebbe figli.
Dopo essere rimasto vedovo, Giovanni si risposò, a Saint-Cloud, il 28 aprile 1484, con Caterina d'Armagnac († 1487), figlia di Giacomo d'Armagnac, duca di Nemours, e di Luisa d'Angiò; Caterina morì a Moulins, durante il parto.
Giovanni da Caterina ebbe un figlio:
- Giovanni (1487 † 1487), conte di Clermont, che visse 16 giorni[15].

Infine, Giovanni sposò in terze nozze nel giugno 1487 Giovanna di Borbone-Vendôme (1465 † 1512), figlia di Giovanni di Borbone, conte di Vendôme, e di Isabelle de Beauvau, che dopo essere rimasta vedova si sposò, in seconde nozze, il 2 gennaio 1495 con Giovanni III de La Tour d'Auvergne, signore de La Tour, conte d'Alvernia e conte di Lauragais e poi in terze nozze, il 27 marzo 1503, Francesco de La Pause, barone de la Garde.
Giovanni da Giovanna ebbe un figlio:
- Luigi (1488 † 1488), conte di Clermont, morto in culla[15].

### Figli illegittimi
Giovanni ebbe anche molti figli illegittimi:
- da Marguerite de Brunant[15]:
  - Mathieu detto le Grand Bâtard de Bourbon († 1505), barone di La Roche-en-Renier. si distinguerà nel combattimento a Béthune nel 1487 e fu nominato ammiraglio e governatore di Guyenne;
- da Jeanne Louise d'Albret[15]:
  - Charles († 1502), bâtard de Bourbon, visconte di Lavedan, capostipite della famiglia Bourbon-Lavedan;
- da altre donne:
  - Hector († 1502), bâtard de Bourbon, arcivescovo di Tolosa[15];
  - Pierre, bâtard de Bourbon, morto giovane;
  - Marie († 1482), bâtarde de Bourbon, sposatasi nel 1470 con Jacques de Sainte-Colombe[15];
  - Marguerite (1445 † 1483), bâtarde de Bourbon, legittimizzata nel 1464, sposatasi nel 1462 con Jean de Ferrieres († 1497)[15].

## Ascendenza
|                        |                        |                              | Genitori                      |  |  | Nonni |  |  | Bisnonni            |  |  | Trisnonni           |  |
|                        |                        |                              |                               |  |  |       |  |  | Luigi II di Borbone |  |  | Pietro I di Borbone |  |
|                        |                        |                              |                               |  |  |       |  |  | Luigi II di Borbone |  |  | Pietro I di Borbone |  |
|                        |                        | Isabella di Valois           |                               |  |  |       |  |  | Luigi II di Borbone |  |  |                     |  |
| Giovanni I di Borbone  |                        |                              |                               |  |  |       |  |  | Luigi II di Borbone |  |  |                     |  |
|                        |                        | Anna di Forez                | Beraldo II delfino d'Alvernia |  |  |       |  |  |                     |  |  |                     |  |
|                        |                        | Anna di Forez                | Beraldo II delfino d'Alvernia |  |  |       |  |  |                     |  |  |                     |  |
|                        |                        | Anna di Forez                | Giovanna di Forez             |  |  |       |  |  |                     |  |  |                     |  |
| Carlo I di Borbone     |                        | Anna di Forez                |                               |  |  |       |  |  |                     |  |  |                     |  |
|                        |                        | Giovanni di Valois           | Giovanni II di Francia        |  |  |       |  |  |                     |  |  |                     |  |
|                        |                        | Giovanni di Valois           | Giovanni II di Francia        |  |  |       |  |  |                     |  |  |                     |  |
|                        |                        | Giovanni di Valois           | Bona di Lussemburgo           |  |  |       |  |  |                     |  |  |                     |  |
| Maria di Berry         |                        | Giovanni di Valois           |                               |  |  |       |  |  |                     |  |  |                     |  |
|                        |                        | Giovanna d'Armagnac          | Giovanni I d'Armagnac         |  |  |       |  |  |                     |  |  |                     |  |
|                        |                        | Giovanna d'Armagnac          | Giovanni I d'Armagnac         |  |  |       |  |  |                     |  |  |                     |  |
|                        |                        | Giovanna d'Armagnac          | Beatrice di Clermont          |  |  |       |  |  |                     |  |  |                     |  |
| Giovanni II di Borbone |                        | Giovanna d'Armagnac          |                               |  |  |       |  |  |                     |  |  |                     |  |
|                        | Filippo II di Borgogna | Giovanni II di Francia       |                               |  |  |       |  |  |                     |  |  |                     |  |
|                        | Filippo II di Borgogna | Giovanni II di Francia       |                               |  |  |       |  |  |                     |  |  |                     |  |
|                        | Filippo II di Borgogna | Bona di Lussemburgo          |                               |  |  |       |  |  |                     |  |  |                     |  |
| Giovanni di Borgogna   | Filippo II di Borgogna |                              |                               |  |  |       |  |  |                     |  |  |                     |  |
|                        |                        | Margherita III delle Fiandre | Luigi II di Fiandra           |  |  |       |  |  |                     |  |  |                     |  |
|                        |                        | Margherita III delle Fiandre | Luigi II di Fiandra           |  |  |       |  |  |                     |  |  |                     |  |
|                        |                        | Margherita III delle Fiandre | Margherita di Brabante        |  |  |       |  |  |                     |  |  |                     |  |
| Agnese di Borgogna     |                        | Margherita III delle Fiandre |                               |  |  |       |  |  |                     |  |  |                     |  |
|                        |                        | Alberto I di Baviera         | Ludovico il Bavaro            |  |  |       |  |  |                     |  |  |                     |  |
|                        |                        | Alberto I di Baviera         | Ludovico il Bavaro            |  |  |       |  |  |                     |  |  |                     |  |
|                        |                        | Alberto I di Baviera         | Margherita II di Hainaut      |  |  |       |  |  |                     |  |  |                     |  |
| Margherita di Baviera  |                        | Alberto I di Baviera         |                               |  |  |       |  |  |                     |  |  |                     |  |
|                        |                        | Margherita di Brieg          | Ludovico I il Giusto          |  |  |       |  |  |                     |  |  |                     |  |
|                        |                        | Margherita di Brieg          | Ludovico I il Giusto          |  |  |       |  |  |                     |  |  |                     |  |
|                        |                        | Margherita di Brieg          | Agnes di Głogów               |  |  |       |  |  |                     |  |  |                     |  |
|                        |                        | Margherita di Brieg          |                               |  |  |       |  |  |                     |  |  |                     |  |